# 王永炎
王永炎（1938年9月29日—），男，天津人，中国中医内科学专家。从事中医内科学研究、教育、医疗，主要研究方向是中风病与脑病的临床与基础研究，曾任中国中医研究院院长。

## 生平
1962年毕业于北京中医学院。

## 社会兼职
2001年6月，中国科学技术协会第六次全国代表大会召开，并选举其出任第六届全国委员会常务委员。

## 奖项和荣誉
1998年，获何梁何利医药科技奖。1997年，当选为中国工程院院士。